# Darwin Echeverry
Darwin Andrés Echeverry Angulo (Cali, 2 gennaio 1996) è un velocista spagnolo di origine colombiana, specializzato nei 400 metri piani.

## Biografia
Ai campionati europei di Berlino 2018, ha vinto la medaglia di bronzo nella staffetta 4×400 metri con i connazionali Óscar Husillos, Lucas Búa, Samuel García, Bruno Hortelano e Mark Ujakpor.

## Record nazionali
- Staffetta 4×400 m: 3'00"65 ( Londra, 13 agosto 2017) (Óscar Husillos, Lucas Búa, Darwin Echeverry, Samuel García)
- Staffetta 4×400 m mista: 3'20"47 ( Bydgoszcz, 9 agosto 2019) (Andrea Jiménez, Darwin Echeverry, Carmen Avilés, Bernat Erta)

## Palmarès
| Anno | Manifestazione          | Sede       | Evento            | Risultato | Prestazione | Note             |
| ---- | ----------------------- | ---------- | ----------------- | --------- | ----------- | ---------------- |
| 2013 | Mondiali allievi        | Donec'k    | 400 m             | Batteria  | 49"54       |                  |
| 2013 | Mondiali allievi        | Donec'k    | Staffetta svedese | Batteria  | 1'55"61     |                  |
| 2015 | Europei juniores        | Eskilstuna | 400 m piani       | 6º        | 47"47       |                  |
| 2017 | Europei under 23        | Bydgoszcz  | 400 m piani       | 8º        | 46"92       |                  |
| 2017 | Mondiali                | Londra     | 4×400 m           | 5º        | 3'00"65     | Record nazionale |
| 2018 | Giochi del Mediterraneo | Tarragona  | 400 m piani       | 8º        | 46"89       |                  |
| 2018 | Giochi del Mediterraneo | Tarragona  | 4×400 m           | Argento   | 3'04"71     |                  |
| 2018 | Europei                 | Berlino    | 4×400 m           | Bronzo    | 3'04"62     | [ 1 ]            |
| 2019 | Mondiali                | Doha       | 4×400 m           | Batteria  | 3'04"27     |                  |